# Авіамоделізм

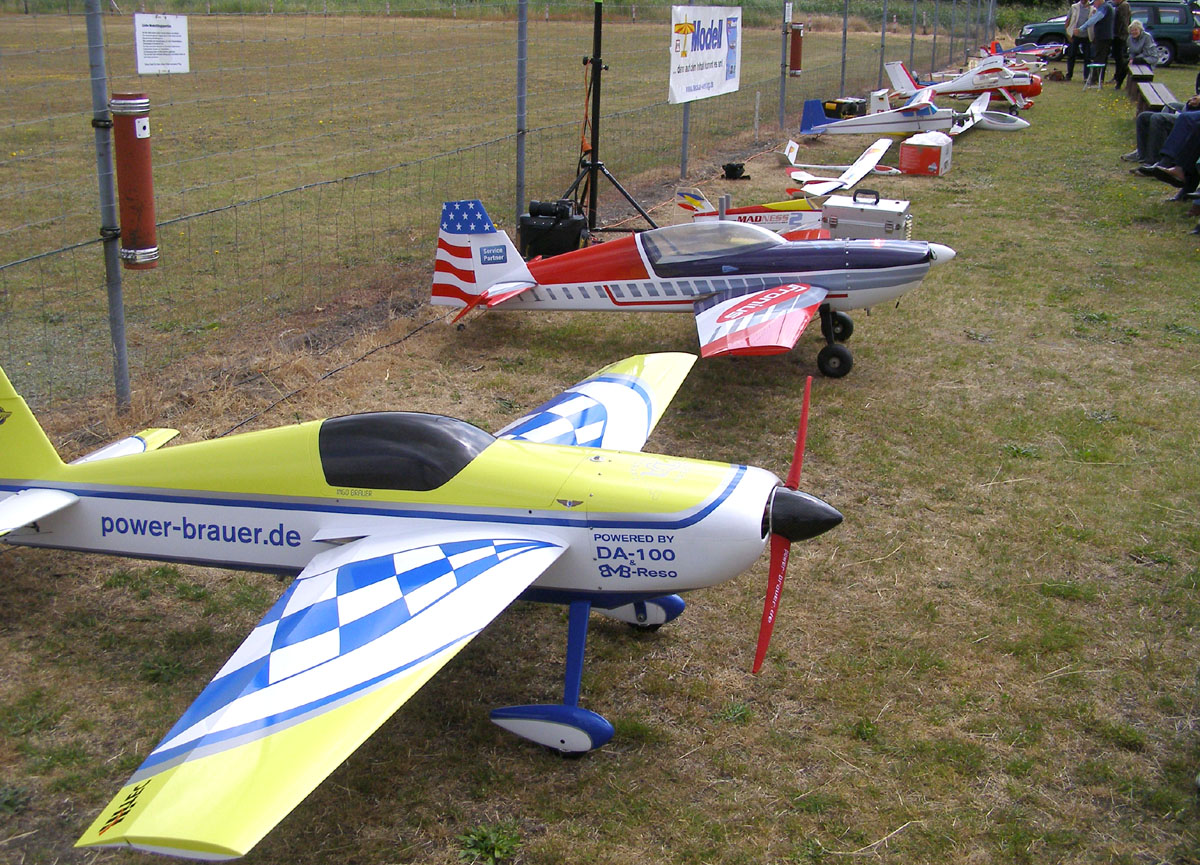
Радіокеровані моделі літаків

Авіамоделізм — вид технічної творчості, що передбачає: виготовлення і пілотування дистанційно керованих (керовані по радіо, кордових), або вільно літаючих (планери, таймерні) літальних апаратів; створення нелітаючих масштабних копій реальних літальних апаратів (стендовий авіамоделізм).

В залежності від захоплення, аматори авіамоделювання можуть самостійно будувати свої моделі, або купувати готові промислового виробництва. Світова індустрія авіамоделювання дуже добре розвинена: нараховуються сотні фірм, що випускають системи радіокерування, двигуни, моделі літаків, вертольотів, набори деталей для їх виготовлення, паливо, аксесуари; існують спеціалізовані магазини, журнали і т. ін. 

Традиційно в Україні, ще за часів УРСР, авіамоделювання було дуже популярним захопленням. Українські моделісти регулярно брали участь в міжнародних авіамодельних змаганнях, та часто посідали призові місця. Моделі, двигуни, технічні приладдя, виготовлені українськими майстрами популярні серед моделістів багатьох країн світу.
Світовим авіамодельним спортом керує Міжнародна авіаційна федерація (FAI).

## Статичні моделі для показу

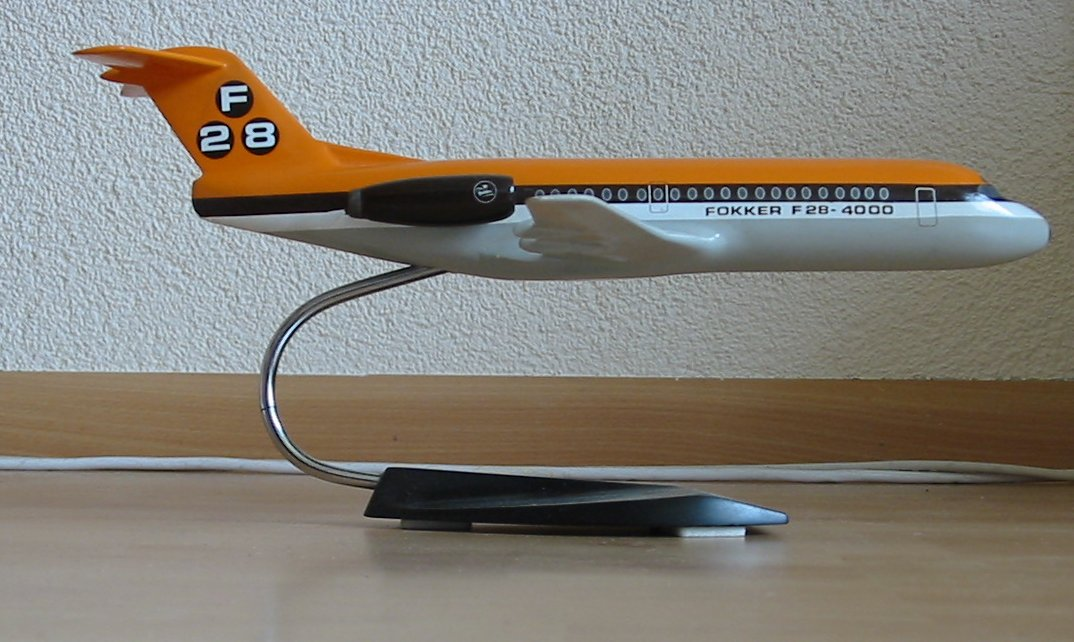
Стендова модель літака Fokker F28

Статична (або стендова) модель літака (створена для демонстрації, а не для польоту) це зменшені в масштабі моделі зроблені із пластику, дерева, металу, паперу, скловолокна чи іншого відповідного матеріалу. Деякі статичні моделі створюються для використання у аеродинамічній трубі, для проведення необхідного збору даних для розробки повномасштабного літального апарата.
Для аматорів існують вже готові зібрані і пофарбовані моделі; моделі, які необхідно скласти, розмалювати і склеїти; або моделі які вже були пофарбовані, та потребують лише складання.

## Літаючі авіамоделі (Аеромоделювання)

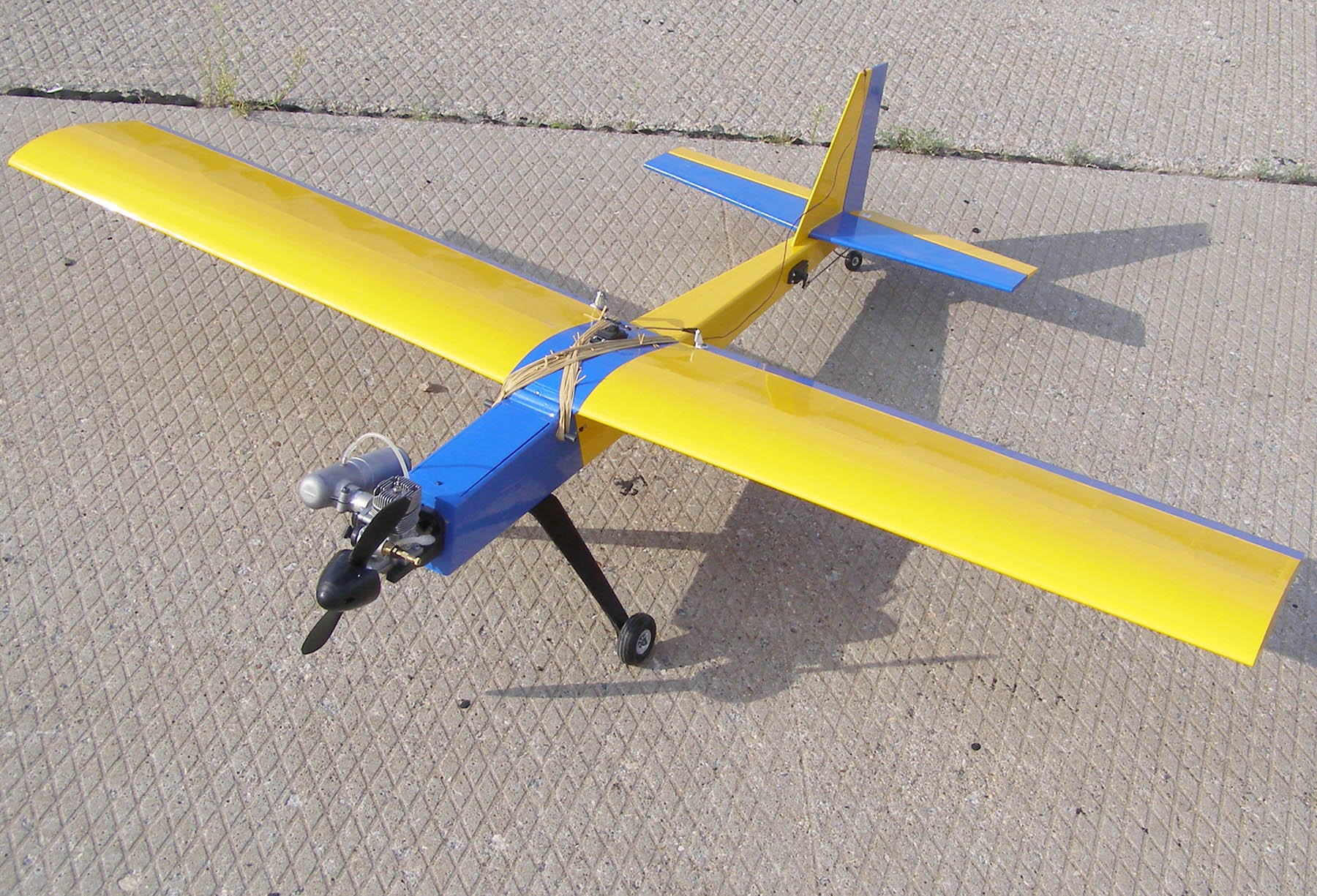
Радіокерована тренувальна авіамодель «тренер» з двигуном внутрішнього згорання

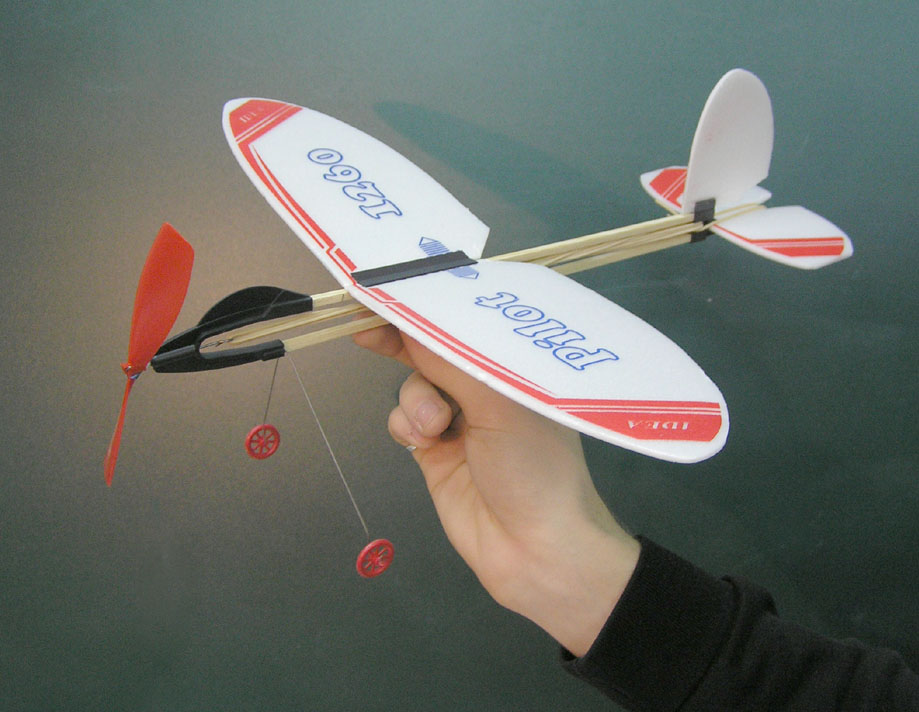
Проста авіамодель з гумовим двигуном

Серед літаючих авіамоделей розрізняють моделі безмоторні, та оснащені двигунами: гумовим, поршневими, реактивними.
За формою розмірами та зовнішнім виглядом авіамоделі дуже різноманітні. Деякі моделі являють собою зменшені копії повномасштабних літаків, вертольотів, а інші розроблені без намагання повторити справжні прототипи. Бувають також моделі у вигляді птахів, динозаврів та інш.
Зменшений розмір моделі змінює характеристики літального апарата в порівнянні з великими літаками. Число Рейнольдса яке визначає як поводить себе повітря при обтіканні моделі, і порівнянні з повномасштабним літаком розміри керуючих поверхонь, які не обхідні для стабілізації і ефективності окремих аеродинамічних частин можуть значно відрізнятися і потребують змін в конструкції. Традиційно літаючі авіамоделі виготовляють із легкої деревини бальзового дерева, липових та соснових рейок. Також використовують сучасні композитні матеріали (синтетичні смоли, склотканина, вуглецеве волокно). Останнім часом в авіамоделізмі стали поширеними моделі (та матеріали) із різного виду пінопласту.
Літаючи моделі в залежності від способу їх застосування можуть бути умовно поділені на такі групи:
- Некеровані моделі— літають вільно без зовнішнього контролю з землі.[1].
- Кордові моделі — літають по колу, та керуються пілотом двома тонкими сталевими тросами (кордами)
- Радіокеровані моделі оснащені системою дистанційного керування. Пілот через пульт—передавач посилає сигнали на радіоприймач, що знаходиться на борту моделі, який в свою чергу приводить у дію сервоприводи, що дозволяють управляти польотом моделі аналогічно до того, як керуються справжні літаки

### Планер

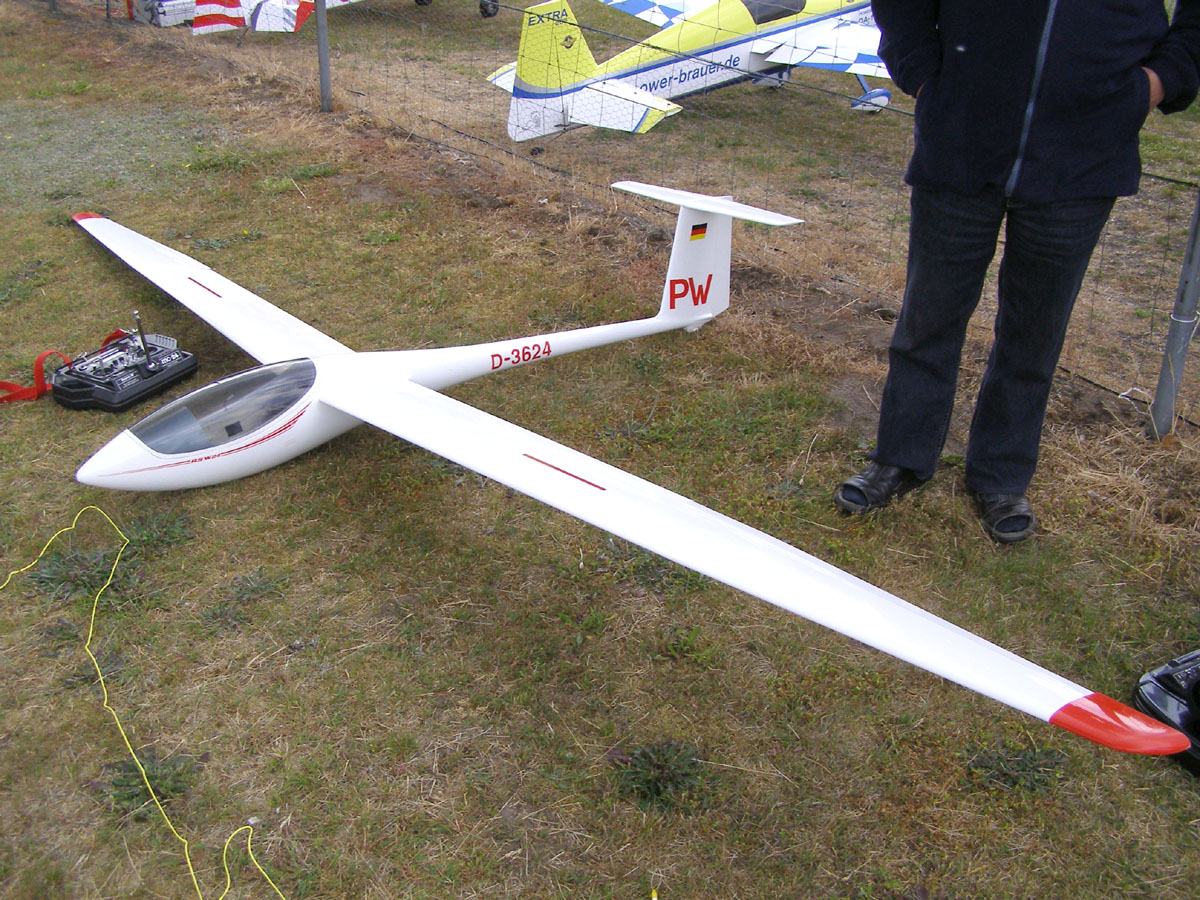
Модель радіокерованого планера

Планер відрізняється від інших моделей тим, що літає не маючи двигуна.

Планери здійснюють політ використовуючи природний вітер, що виникає в навколишньою середовищі. Височини або схили часто призводять до утворення висхідних потоків повітря, які дозволяють підтримувати планер в польоті. Це називається узгірне планерування, і при вмілому пілотуванні, радіокеровані планери можуть залишатися в повітрі доки існує висхідний потік. Другим засобом здійнятися у висоту для планера є використання термалей, які являють собою колони теплого висхідного повітря, що утворені завдяки різниці температур на поверхні землі, наприклад, між асфальтованим ділянкою та озером. Нагріте повітря здіймається, несучи за собою планер у гору. Як і в випадку з моделями, які мають двигун, підіймальна сила створюється крилом літака, який рухається в повітрі, але у випадку з планером, висота здобувається завдяки повітрю, яке здіймається швидше, ніж літак падає вниз відносно повітряного потоку.
Великі надвірні моделі планерів зазвичай є радіокерованими і запускаються за допомогою лебідки (або ручного буксирування), яка тримає модель проти вітру за допомогою тросу (леєра), що закріплюється до гачку в нижній частині фюзеляжу, а коли модель здіймається на необхідну висоту, трос від'єднується. Інший спосіб, який дозволяє здійняти планер у повітря це катапульта, з еластичним гумовим шнуром. Крім того, використовують буксирування моделі за допомогою іншого літака з мотором. Деякі планери оснащують невеликим двигуном (зазвичай електро), що дає можливість моделі набрати висоту для подальшого безмоторного польоту. Для спеціальних радіокерованих моделей планерів спортивного класу F3K, застосовують запуск метанням з руки.

### Кордова авіамодель

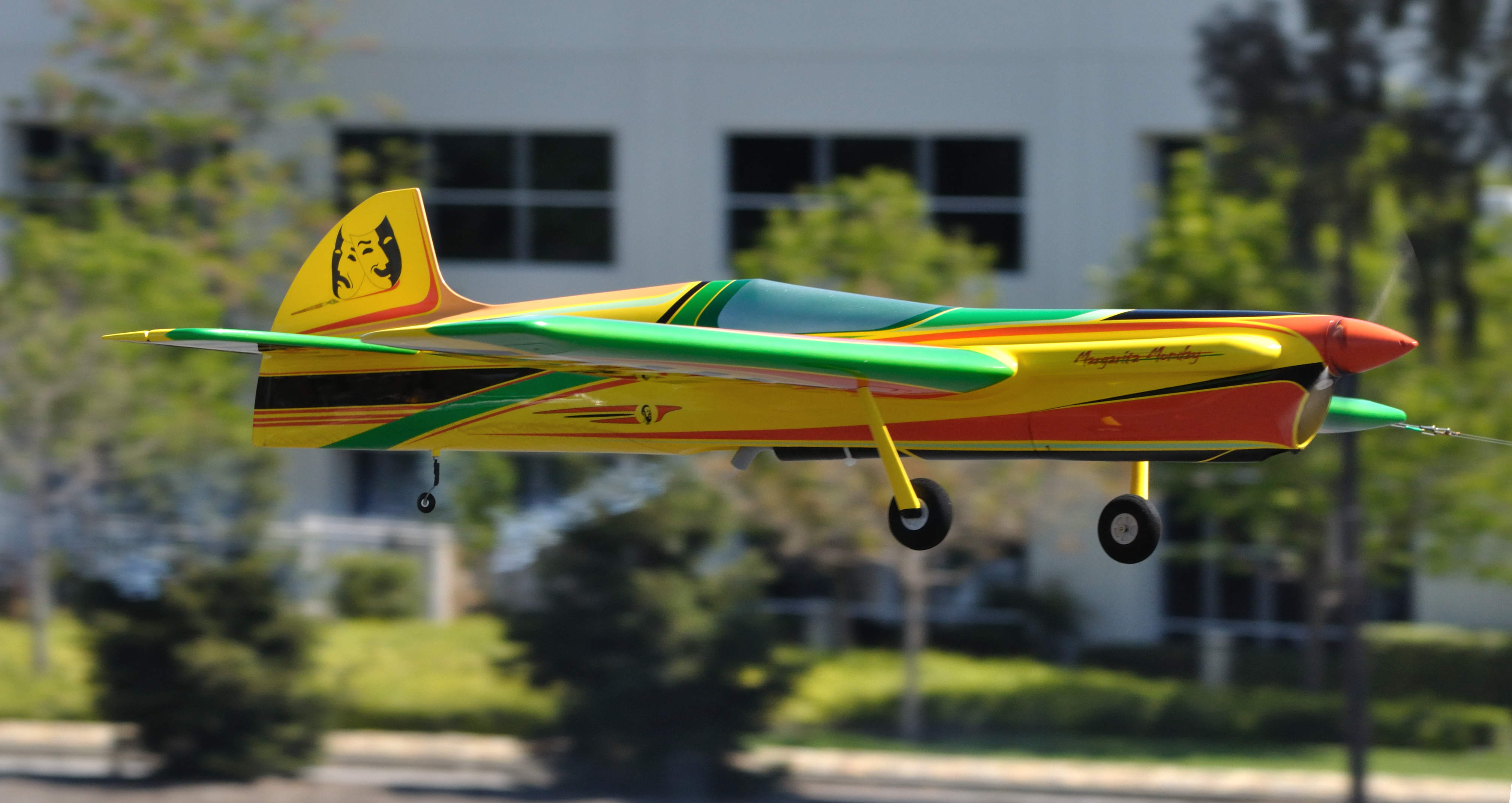
Кордова авіамодель в польоті

Кордова модель літака літає по колу та утримується й керується двома тонкими сталевими тросами, кордами (від англійської cord — шнур, мотузка). Вони порівняно прості в експлуатації, за своїми формами можуть бути схожі на справжні літаки або мати дуже нескладну конструкцію.
Кордові авіамоделі в сучасному вигляді, з'явились завдяки діяльності американського винахідника Джима Уолкера, який отримав патент на свою систему управління польотом за допомогою двох тросів в 1942 році. Він назвав керовані таким чином моделі «U-Control Plane».

### Радіокерована авіамодель

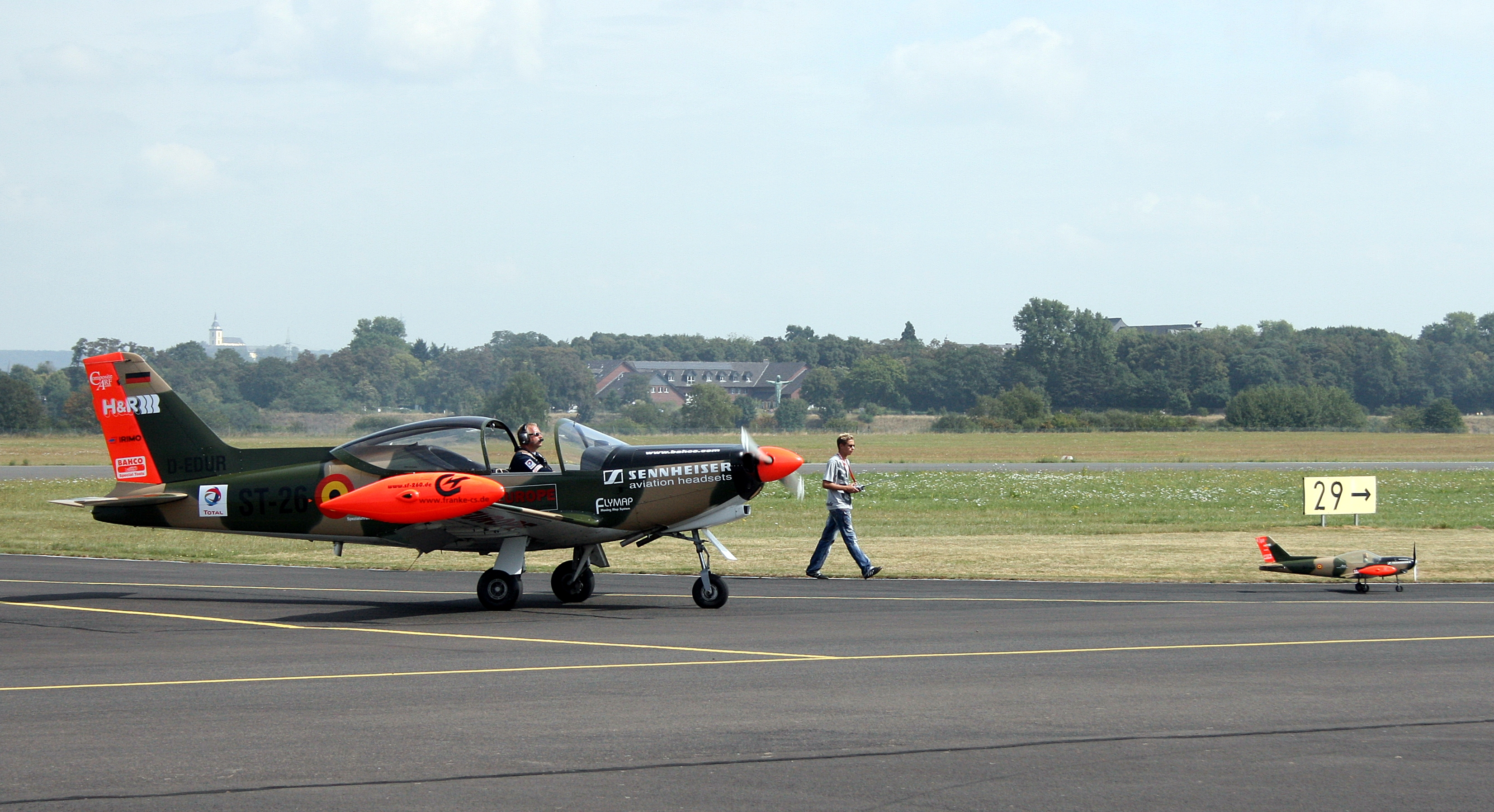
Радіокерована модель—копія літака SIAI Marchetti SF—260 поруч з прототипом

Радіокеровані авіамоделі, найпоширеніший серед всіх видів літаючих моделей. Вони бувають різних типів та спортивних класів, різноманітних аеродинамічних форм, розмірів та технічної складності. Основна ознака таких моделей те, що пілот може дистанційно керувати літаком в польоті за допомогою спеціального пульта—передавача.
В основному, радіокеровані авіамоделі поділяють на такі типи.
- Тренувальні моделі («тренер») —прості і недорогі літаки для початківців та тренувальних польотів
- Пілотажні—більш складної конструкції, аеродинамічна схема яких, дозволяє виконувати фігури вищого пілотажу. Існує спортивний клас таких моделей F3A.
- Копії, напівкопії— це масштабні моделі своїм зовнішнім виглядом і льотними характеристиками максимально наближені до реальних літаків прототипів. Існує також спортивний клас таких моделей F4С, в якому моделісти змагаються в точності зовнішнього копіювання прототипу (стендова оцінка), та у виконанні фігур пілотажу властивих літаку оригіналу.
- Окрім того, ще існують моделі фанфлаєри для акробатичного 3D-пилотажу, літаки повітряного бою RC-сомват, моделі вертольотів (пілотажних та копійних) та інш.

## Двигун
Моделі з двигуном мають силову установку, механізм, який утворює тягу літака для руху в повітрі. Найчастіше використовується двигун внутрішнього згоряння, електродвигун, невелика турбіна, пульсуючо повітряно-реактивний двигун, а також натяжні (намотані) гумові пристрої.

### Гумовий двигуни

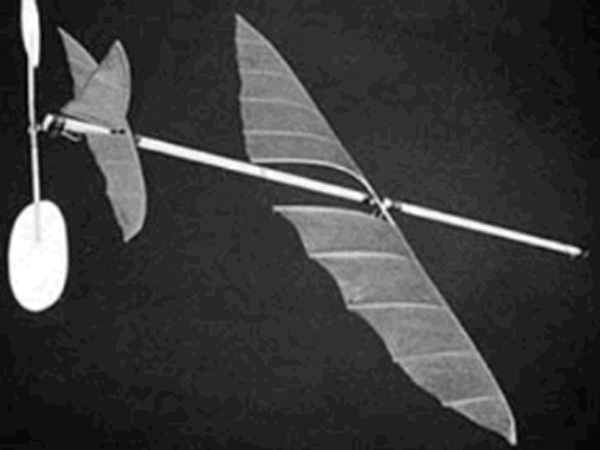
Модель «Планофор» (Planophore) Альфонса Пено з гумовим двигуном (1871)

Старим способом руху моделей, є гумовий мотор Альсфонса Пено, що являє собою складений та закручений довгий гумовий шнур, який задає початкову енергію для руху моделі в повітрі. В 1871 році французький винахідник Альфонс Пено продемонстрував політ моделі «Планофор» (Planophore) оснащеної гумовим двигуном
Це один із старіших видів двигунів, який застосовується усюди, починаючи від дитячих іграшок і закінчуючи спортивними моделями для змагань.
Гумовий мотор дуже простий і надійний, але має обмежений час роботи і початковий потужний крутильний момент повністю намотаного двигуна різко зменшується при виході літака на «плато» (більш стійку траєкторію), а згодом зовсім зупиняє свої оберти.
Ефективне використання цього згасаючого крутильного моменту є однією із задач при створенні вільно літаючих моделей для змагань. Для цього застосовують особливі пропелери з регульованим кутом атаки, диференційне крило, хвостовий стабілізатор та зміну положення керма, які контролюються бортовим таймером. Вдало сконструйована модель, на змаганнях, може продовжувати свій політ без роботи двигуна майже 1 годину.

### Пневматичний двигун

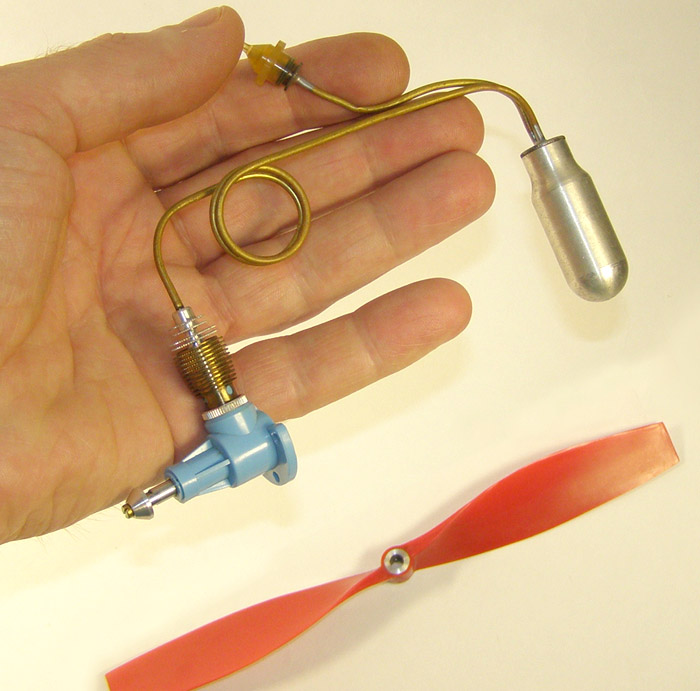
Мініатюрний поршневий двигун що працює на стислому CO_{2} газі

Існують спеціальні мініатюрні поршневі двигуни в яких стислий CO2 газ використовують як джерело енергії. Такі двигуни можуть мати декілька циліндрів і регулятори обертів, їх застосовують, в основному, для легких моделей що запускають в закритих приміщеннях.

### Двигун внутрішнього згоряння

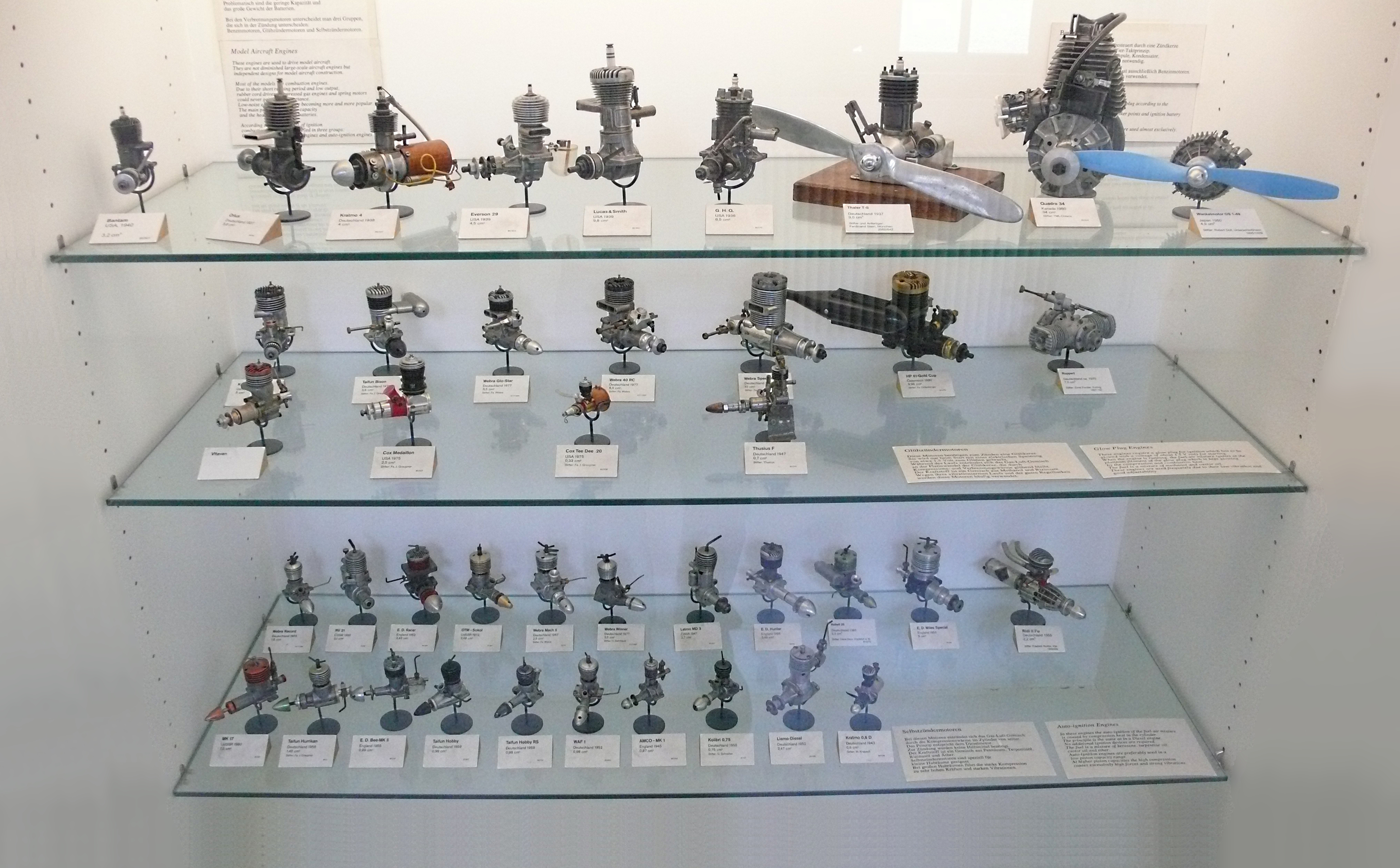
Авіамодельні двигуни різних часів та типів

Двигуни внутрішнього згоряння в авіамоделізмі, до останнього часу були найбільше розповсюдженими. Протягом еволюції авіамоделізму, для літаків застосовували мікролітражні карбюраторні бензинові двигуни з іскровим запаленням, компресійні та двигуни із запаленням свічкою розжарювання робочий об'єм яких сягав 0,8—15 куб. см.

Найпростіші двигуни працюють у двотактовому циклі. Такі мотори мають найбільше співвідношення потужності до ваги з усіх запальних двигунів.
Серед них є двигуни компресійні, які працюють від самозапалення стиснутої в циліндрі паливної суміші. Для цього, до складу пального входить ефір, який є запалюючим компонентом суміші гасу, моторної та рицинової оливи. Двигуни із свічкою розжарювання працюють на суміші метанолу та рицинової або синтетичної оливи. Бензинові двигуни з іскровим запаленням мають більші габарити та вагу, робочий об'єм 20—150 куб. см., їх використовують для великих моделей літаків.

Чотиритактні двигуни, забезпечують більшу ефективність використання палива (вихідну потужність відносно споживання палива), але виробляють менше енергії ніж двотактові двигуни того самого робочого об'єму, та мають складнішу конструкцію.

### Реактивний двигун

##### Канальний вентилятор (імпелер)
На ранніх, подібних до реактивних, моделях літальних апаратів використовували гвинти з великим кутом атаки і багатьма лопатками, які розміщувалися в середині повітроводів, зазвичай у фюзеляжі літака. Вентилятори приводилися в рух спеціальними високооборотними поршневими двигунами. Такі установки були досить складними і не дуже ефективними, тому не отримали розповсюдження. З появою сучасних потужних безколекторних електродвигунів та енергоємних акумуляторів, імпелери (з електромотором) стали більш потужними та популярними серед авіамоделістів.

##### Турбіна

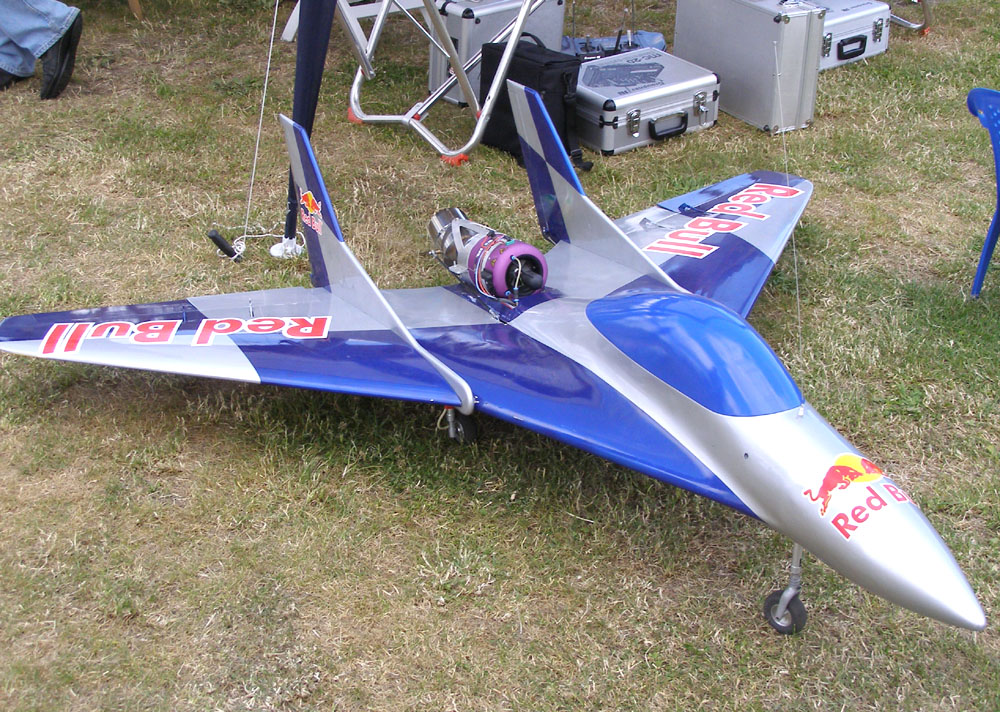
Модель літака з турбореактивним двигуном

Як силова установка, для авіамоделей також використовуються невеликі турбореактивні двигуни. Турбіни масштабовані до розміру моделей нагадують спрощені версії турбореактивних двигунів, які використовуються в справжніх літаках, але на справді це є нові незалежні розробки, які не побудовані по принципу зменшеної версії реактивних двигунів. Одна із перших успішних аматорських версій турбіни, була розроблена і запущена в політ в 1980-х Джеральдом Джекманом в Англії. В комерційне виробництво турбореактивні двигуни були запущені наприкінці 1990—х років (наприклад компанією Frankturbine в Німеччині) і сьогодні вони доступні на ринку в широкому асортименті.

Реактивні турбіни — це високоточні механічні вироби, оснащені комплексною паливною системою керованою електронікою, споживають суміш авіаційного палива A1 і синтетичної моторної оливи для турбін. Ці особливості, а також потужна тяга, яку продукує турбіна, робить апарати з такими двигунами складними і дорогими в експлуатації, а в багатьох країнах навіть вимагають спеціальної сертифікації від авіамодельних клубів (наприклад AMA [Архівовано 10 січня 2016 у Wayback Machine.] в США) для того, щоб вміти безпечно поводитись з цією технікою.

##### Пульсуючий повітряно-реактивний двигун
Такий двигун має набагато простішу конструкцію ніж турбіна, проте
працює дуже гучно, та має меншу тягу. Вони були популярні в 1950—х роках, виробляються і сьогодні. Через значний шум, використання таких двигунів заборонене в деяких країнах.

### Електродвигун

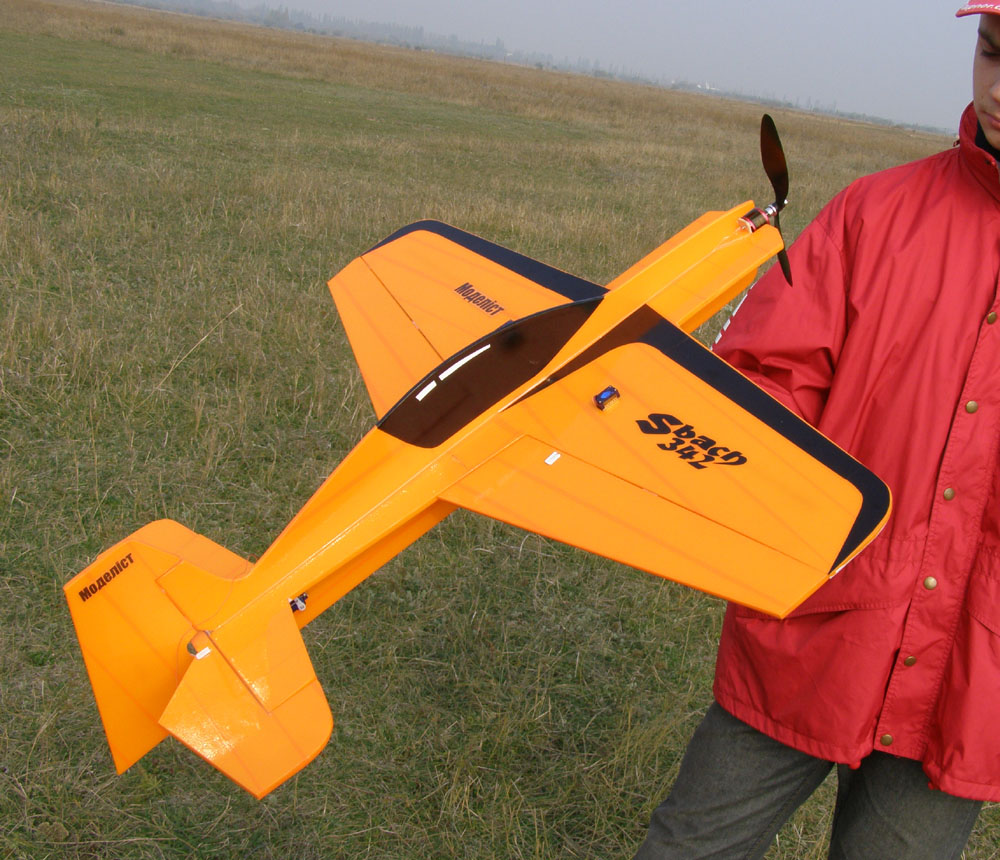
Модель літака з електродвигуном, виготовленна самостійно із пінопласту

На моделях, які використовують електричну енергію, силову тягу створює електродвигун, джерелом енергії якого є батарея. Запуск двигуна та контроль обертів двигуна виконує електронний регулятор ходу.
Перші електричні моделі були оснащенні колекторними електродвигунами постійного струму і нікель-кадмієвими акумуляторами, які дозволяють моделі літати 5–10 хвилин (двигун внутрішнього згоряння такої ж ваги і потужності зможе забезпечити вдвічі більшу тривалість польоту). Недавно розроблені літій-полімерні акумулятори (LiPoly або LiPo) та безколекторні (вентильні) електродвигуни, дозволили зрівняти тривалість польоту із аналогічними ДВЗ, а в деяких випадках навіть перевищити. Завдячуючи мало шумності, екологічній та фізичній чистоті (відсутні залишки палива та мастила), електричні мотоустановки останнім часом стали дуже популярними.
Також існують літальні апарати, які живляться сонячною енергією. В червні 2005 року в Каліфорнії, був зареєстрований політ тривалістю 48 годин 16 хвилин, який був здійснений моделлю, оснащеною сонячними панелями.

## Аеродинаміка моделі

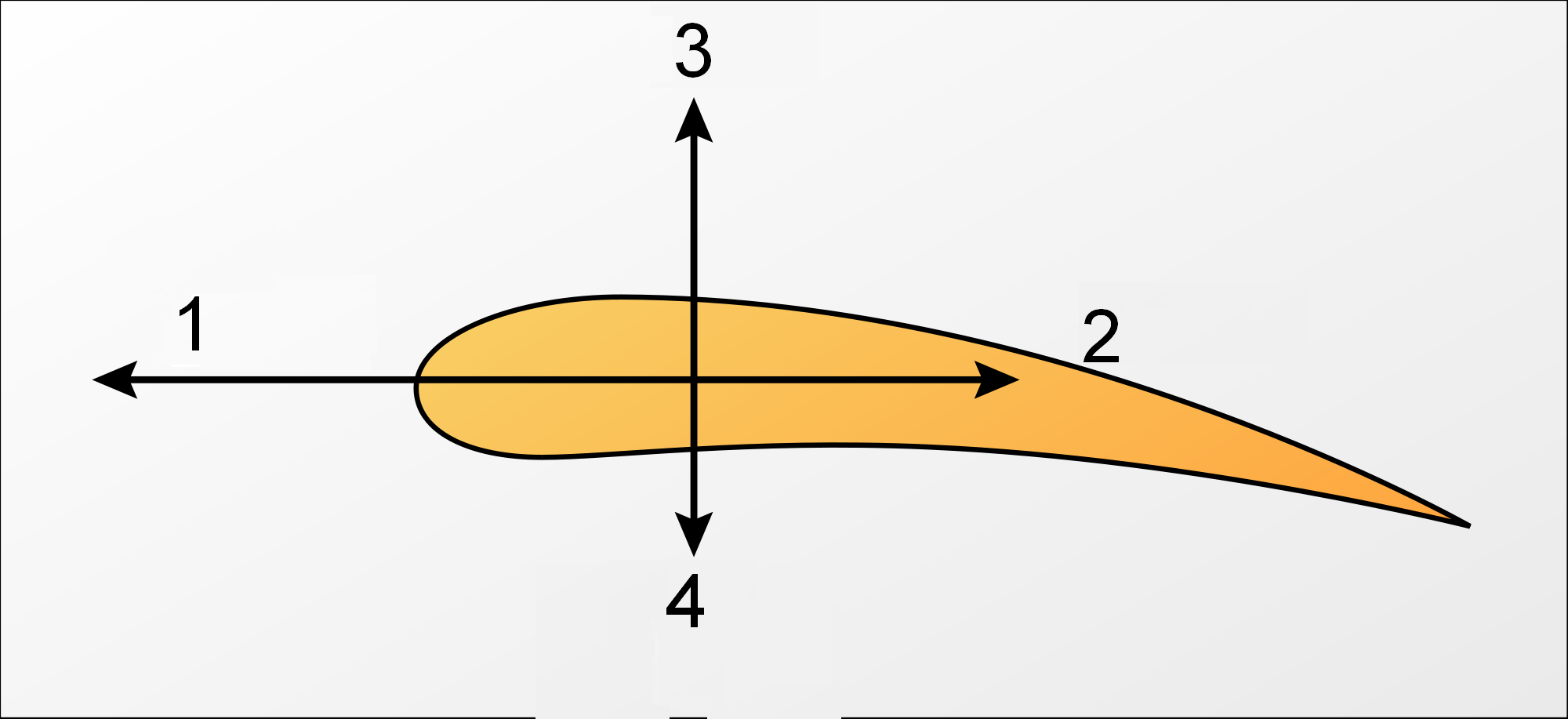
Аеродинамічні сили, що діють на крило літака: 1 — тяга; 2 — лобовий опір; 3 — підіймальна сила; 4 — вага

Схема органів керування моделі літака

Основи аеродинаміки моделі, мало чим відрізняється від повномасштабних літаків. Повітряний потік, що діє на крило, крім горизонтальної сили лобового опору, спрямованої назад, викликає поперечну вертикальну силу, яка використовується для підтримки авіамоделі в повітрі, тобто для польоту, і називається підйомною силою.
Ця сила викликана рухом повітря, тому є динамічною підйомною силою. Однак підйомна сила крила залежить не тільки від форми, профілю і площі горизонтальної проєкції крила, але і від його кута атаки.

Будь-який профіль досягає максимальної підйомної сили тільки при певному куті атаки. Варто збільшити цей кут, і потік почне зриватися з верхньої поверхні і стане турбулентним. Сила лобового опору в результаті цього істотно зросте, а підйомна сила зменшується. Крім того, при збільшенні кута виявляється і дуже неприємна властивість багатьох профілів — зміщення центра тиску. Центри ваги і тиску авіамоделі повинні знаходитись поблизу один від одного і перебувати на одній вертикалі. У більшості моделей він лежить в точці відповідної 30 % хорди (ширини) крила. Через зміщення центра тиску авіамодель втрачає стійкість у польоті. Тому слід вибирати такий профіль, у якого центр тиску зі зміною кута атаки зміщується якомога менше. При негативних кутах атаки крила потік зривається з його нижньої поверхні, лобовий опір також зростає, а підйомна сила зменшується.

Навантаження на крило визначається як відношення ваги моделі в грамах, до загальної площі несучої поверхні в квадратних дециметрах, і виражається в грамах на квадратний дециметр. Несуча поверхня—це частина літака що створює підйомну силу, яка складається з площі поверхні крила і стабілізатора.

Планера мають відносно малу швидкість зниження і мале навантаження на крило. Швидкісні моделі з великою швидкістю зниження, мають, як правило, високі навантаження на крило. При цьому кожен профіль розрахований на певне навантаження на крило. Істотне перевищення цього максимального значення погіршує льотні якості моделі.
Дещо про рівновагу моделі в польоті. Мова йде про динамічну рівновагу, яка повинна забезпечуватися по трьом взаємно перпендикулярним осям. Вони являють собою лінії, що перетинаються в центрі ваги авіамоделі. Зазвичай авіамодель повинна розвертатися навколо кожної осі за допомогою окремого стерна. Елерони забезпечують розвертання навколо поздовжньої осі; руль висоти — навколо поперечної; руль напрямку — навколо вертикальної осі.
Модель має бути зрівноваженою в повітрі по всіх трьом осям. Зрівноваженим називається такий стан моделі, коли при відхиленні від свого початкового положення в польоті (від поривів вітру або висхідних теплових потоків) вона самостійно, без допомоги стерна, повертається в нормальне положення.